# L'ultimo fiore (album Gaudiano)
L'ultimo fiore è il primo album in studio del cantautore italiano Gaudiano, pubblicato l'8 luglio 2022 dalla Epic Records e Sony Music.

## Tracce
1. Rossetto – 2:43
2. Love Story – 3:17
3. Piove veleno – 3:32
4. Oltre le onde – 2:57
5. Glutine – 2:49
6. Rimani – 2:49
7. Stendo il cielo – 2:53
8. Polvere da sparo – 3:21
9. 100 kg di piume – 2:48
10. L'ultimo fiore – 3:09

Durata totale: 30:18